# Ameletoides
Ameletoides is een geslacht van haften (Ephemeroptera) uit de familie Nesameletidae.

## Soorten
Het geslacht Ameletoides omvat de volgende soorten:
- Ameletoides lacusalbinae